# Bolszyje Wiaziomy
Bolszyje Wiaziomy (ros. Большие Вязёмы) – osiedle typu miejskiego w Rosji, w obwodzie moskiewskim, w rejonie odincowskim. W 2010 liczyło 12 650 mieszkańców.